# کوکوسیاه آسیایی
کوکوسیاه آسیایی، کوکوی سیاه آسیایی یا جارزن آسیایی (نام علمی: Eudynamys scolopaceus) نام یک گونه از سرده کوکوسیاه‌ها است.

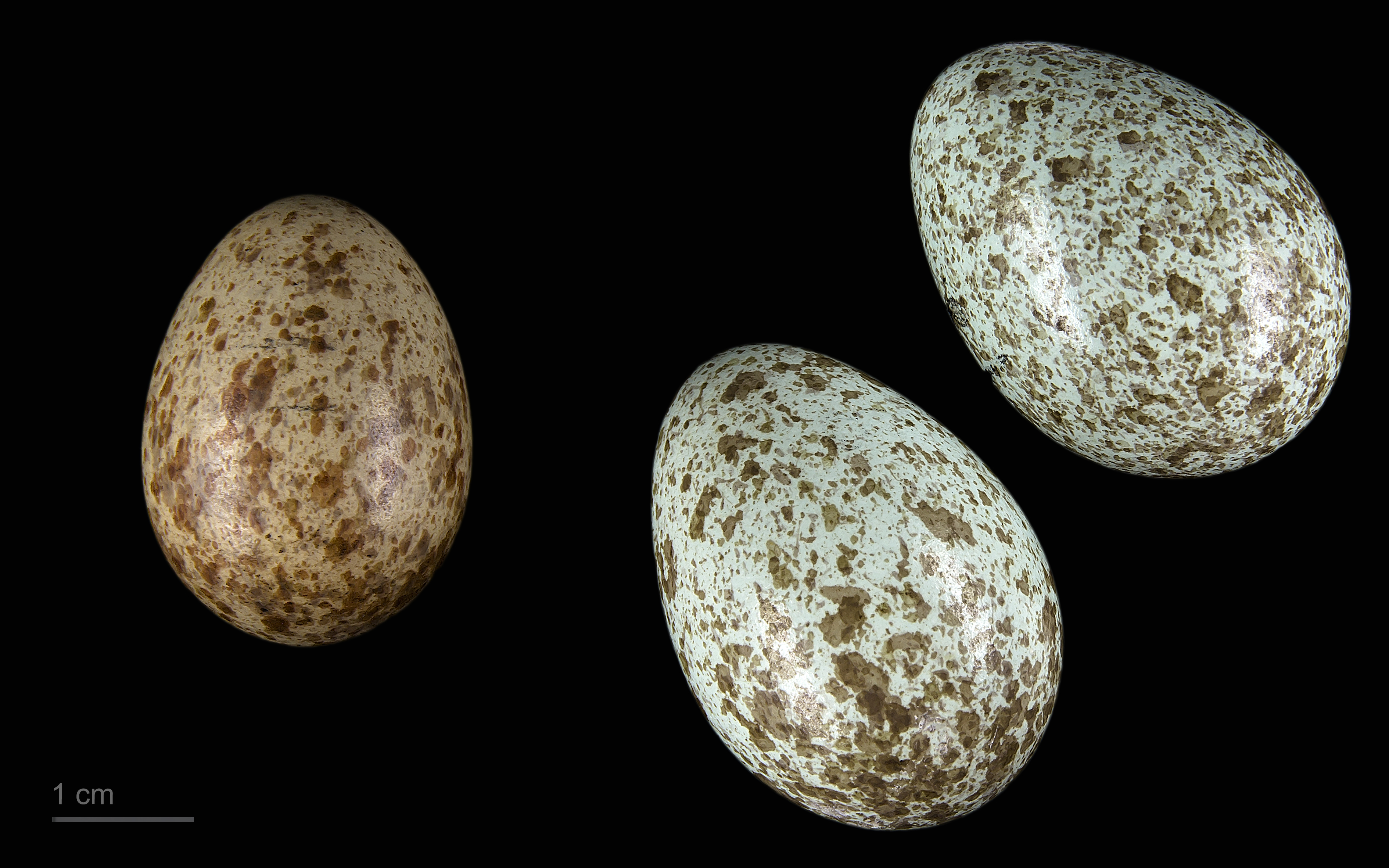
Eudynamys scolopaceus و Corvus splendens